# Rue Curtius
La rue Curtius est une rue de Liège (Belgique) située dans le quartier d'Outremeuse.

## Odonymie
Depuis 1873, la ville de Liège rend hommage par cette artère à l'un de ses plus illustres concitoyens : Jean Curtius, né Jean De Corte à Liège en 1551 et mort à Liérganes le 12 juillet 1628, armurier, industriel et financier liégeois. Le palais Curtius, demeure de Jean Curtius, se trouve sur la rive opposée de la Meuse.

## Histoire
La rue est créée à partir de 1876 plus ou moins à l'emplacement du bief ou biez de la Gravioule, une voie d'eau qui reliait la rive droite de la Meuse au biez du Barbou. Plusieurs moulins étaient en fonction au centre de ce bief. Le biez du Barbou deviendra le boulevard de la Constitution.

## Situation et description
Cette rue plate et rectiligne relie le quai Godefroid Kurth sur la rive droite de la Meuse au boulevard de la Constitution, mesure approximativement 198 mètres et compte une trentaine d'immeubles d'habitation principalement construites en brique. Elle applique un sens unique de circulation automobile du boulevard de la Constitution vers le quai Godefroid Kurth.

## Architecture
Une partie de la rue (côté impair) est occupée par la façade latérale gauche de l'académie Grétry construite en 1905. La façade principale se situe sur le boulevard de la Constitution.
L'immeuble d'angle avec le quai Godefroid Kurth sis au no 1 a été réalisé par l'architecte Paul Jaspar en 1899. Il s'agit de la maison Lovens. Elle se caractérise notamment par la présence d'une tourelle d'angle placée à hauteur des deux derniers étages et comprenant quatre pans et des colombages.

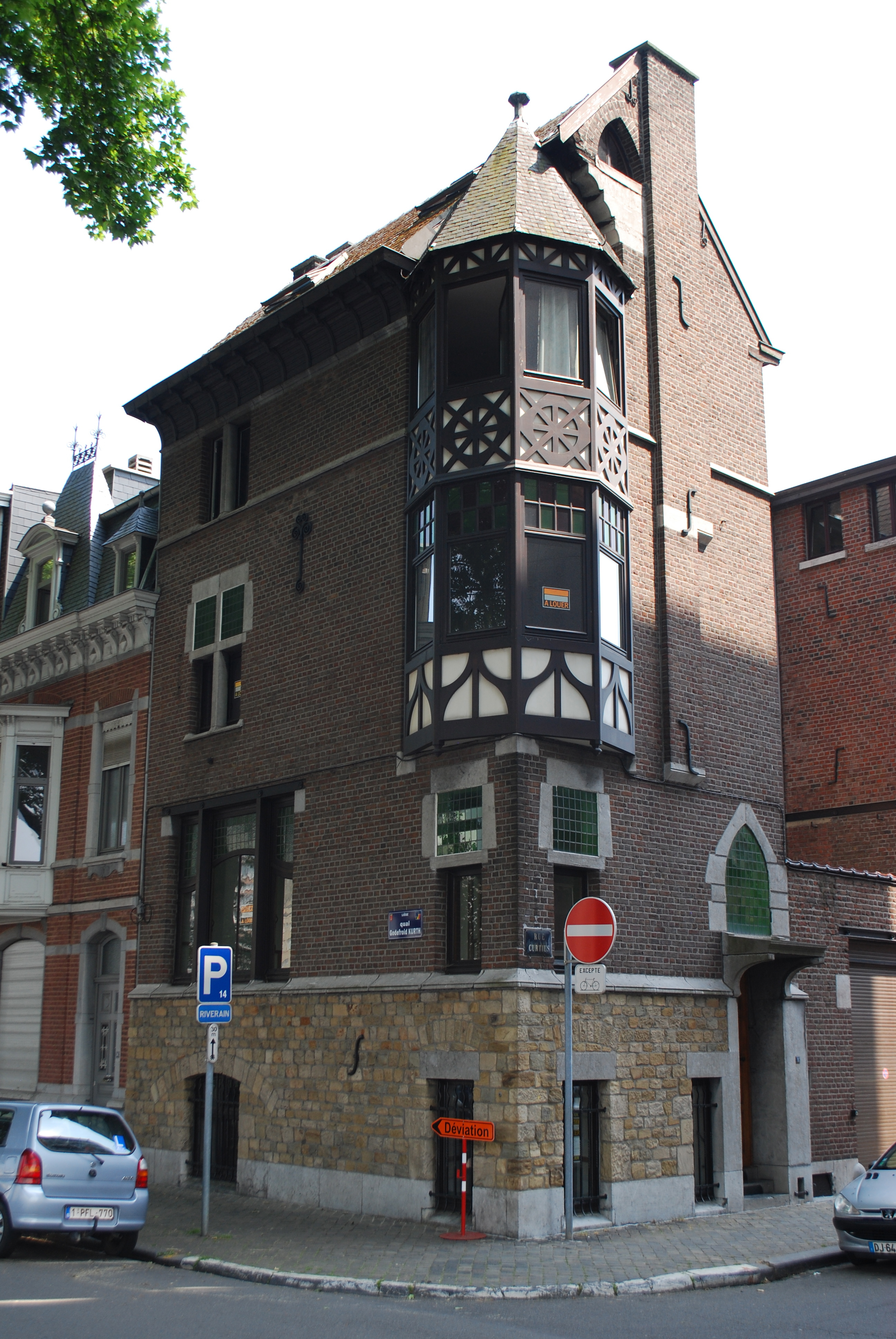
La maison Lovens

## Voies adjacentes
- Quai Godefroid Kurth
- Rue Villenfagne
- Rue Joseph Vrindts
- Boulevard de la Constitution